# لوس سيلوس
بلدية لوس سيلوس (بالإسبانية: Los Silos) هي بلدية تقع في مقاطعة سانتا كروث دي تينيريفه التابعة لمنطقة جزر الكناري جنوب غرب إسبانيا.

## الديموغرافيا
بلغ عدد سكان بلدية لوس سيلوس 5.257 نسمة عام 2011 (وفقاً للمعهد الوطني للإحصاء الإسباني).
| 5.257 | 5.230 | 5.426 | 5.497 | 5.313 | 5.254 | 5.257 |